# Юрях-Кюёре
Юря́х-Кюёре (якут. Үрэх Күөрэ) — посёлок в Чурапчинском улусе Республики Саха (Якутия) России. Входит в состав Ожулунского наслега.

## География
Посёлок находится в таёжной зоне, на расстоянии 27 км к юго-западу от села Чурапча, административного центра улуса.

## Население
| 2002 | 2010 | 2021 |
| ---- | ---- | ---- |
| 112  | ↘75  | ↘68  |

## Улицы
В посёлке имеется одна улица — Юрях-Кюеринская.

## Ссылка
- sakha.gov.ru — официальный сайт информационного портала Республики Саха (Якутия)